# Acutaspis umbonifera
Acutaspis umbonifera är en insektsart som först beskrevs av Robert Newstead 1920.  Acutaspis umbonifera ingår i släktet Acutaspis och familjen pansarsköldlöss. Inga underarter finns listade i Catalogue of Life.